# Fortune (chanson)
Pour les articles homonymes, voir Fortune.
Singles de Nami Tamaki
Reason
(2004) Heroine
(2005)
Fortune est le 7e single de Nami Tamaki sorti sous le label Sony Music Entertainment Japan le 26 janvier 2005 au Japon. Il atteint la 6e place du classement de l'Oricon, et reste classé pendant 8 semaines.
Fortune a été utilisé comme thème musical pour le jeu vidéo Radiata Stories sur PlayStation 2. DreamerS a été utilisé comme thème musical pour NTT DoCoMo Kansai. Fortune se trouve sur la compilation Graduation ~Singles~, sur l'album remix Reproduct Best et sur l'album Make Progress, où se trouve également DreamerS.

## Liste des titres
| 1. | Fortune                | shungo, Fujisue Miki  | Fujisue Miki, Saitou Shinya | 4:24 |
| 2. | Everlasting            | Shimazaki Takamitsu   | Shimazaki Takamitsu         | 5:20 |
| 3. | DreamerS               | Nami Tamaki           | JamCrea                     | 5:11 |
| 4. | Fortune (Instrumental) | shungo., Fujisue Miki | Fujisue Miki, Saitou Shinya | 4:22 |